# Jack DeJohnette
Jack DeJohnette (Chicago, 1942. augusztus 9. –) kétszeres Grammy-díjas amerikai dzsesszdobos, zongorista, zeneszerző. Charles Lloyd, Freddie Hubbard, Keith Jarrett, Bill Evans, John Abercrombie, Alice Coltrane, Sonny Rollins, Miles Davis, Joe Henderson, Michael Brecker, Pat Metheny, Herbie Hancock és John Scofield zenészpartnere volt. 2016-ban a Rolling Stone a 40. helyre sorolta minden idők 100 legjobb dobosa listáján.

## Pályakép
Jack DeJohnette négytől tizennégyéves koráig tanult zongorázni. A chicagói American Conservatory of Musicon tanult. A középiskolában már inkább a dobolt. Zenei példaképe akkoriban Max Roach volt. Chicagóban a rhythm and bluestól a free jazzig mindent játszott.
1966-ban New Yorkba költözött, ahol John Patton orgonistával, Jackie McLeannel, Betty Carter és Abbey Lincolnnal dolgozott. 1966-69 között Keith Jarretttel a Charles Lloyd Quartet tagja volt, amely nemzetközileg is ismertté tette. A Lloyd's csoport volt az első dzsesszzenekar, amely rock-közönségnek is játszott. DeJohnette többször utazott velük Európába és a Távol-Keletre.
Ebben az időben John Coltrane-nel, Thelonious Monkkal, Freddie Hubbarddal, Stan Getzzel, Chick Coreával, Keith Jarrettel, és Bill Evansszel is fellépett (vele az 1968-as Montreux-i Jazz Fesztiválon).
Miután 1968 novemberében játszott néhány alkalommal Miles Davisszel és a zenekar tagja lett.
Miután elhagyta Miles Davist, a fúziós zenekart alapított. 1978-79 között Lester Bowie, Eddie Gómez, Terje Rypdal, John Surman, Kenny Wheeler és Jan Garbarek felvételein is részt vett. Az 1970-es években az ECM Records munkatársa volt. 1976-tól kezdve számos album jelent meg saját neve alatt,  amelyeken DeJohnette is orgonál és zongorázik. 1979-ben a „Special Edition” és az „Album Album” a Down Beat olvasói szavazását megnyerte. Az Irresistible Forces (1987) lemeze fiatal zenészekkel egészült ki.
A nyugat-afrikai kora-játékos Foday Musa Suso-val 2005-ben megalapította saját független kiadóját (Golden Beams Productions).
Az 1980-as évek elejétől a Keith Jarrett Trio dobosa volt. Pat Metheny-vel, Ornette Colemannel, Michael Breckerrel is együttműködött. Az 1980-as évek végétől 2000-ig öt albumon is kísérte Sonny Rollinst.

## Lemezválogatás
- The DeJohnette Complex (1968)
- Ruta and Daitya (és Keith Jarrett (1972)
- Sorcery (1974)
- Pictures (1976)
- New Directions (1978) (és John Abercrombie, Lester Bowie, Eddie Gómez)
- Special Edition (1979) (és Arthur Blythe és David Murray)
- Album Album (1984)
- In Our Style (és David Murray) (1986)
- Audio-Visualscapes (1988)
- Parallel Realities és Pat Metheny (1990)
- Dancing with Nature Spirits (1995)
- Oneness (1997)
- Invisible Nature (és John Surman) (2000)
- Music in the Key of Om (2005)
- Music from the Hearts of the Masters (és Foday Musa Suso(wd)) (2005)
- The Ripple Effect (és Ben Surman and Foday Musa Suso) (2005)
- Hybrids (és Ben Surman and Foday Musa Suso) (2005)
- The Elephant Sleeps but Still Remembers (és Bill Frisell) (2006)
- Oneness (2007)
- Peace time (2008)
- Music we are (2009)
- Sound Travels (2012)

## Díjak
- 2007: Modern Drummer Hall of Fame
- 2012: Fellow of United States Artists
- 2012: NEA Jazz Master(wd)[7]
- 2009: Grammy-díj for Best New Age Album
- 2022: Grammy-díj for Best Jazz Instrumental Album